# 小島鼯
小島鼯（Nesophontes micrus）是一种已灭绝的鼩形亚目动物，是岛鼯属下的一种。它们的遗骸于古巴西部发现，位于哈瓦那附近。